# 諸樊
諸樊（しょはん）は、春秋時代の呉の第2代王。姓は姫。名は遏、あるいは謁と表記される。寿夢の子。

## 生涯
寿夢25年（紀元前561年）9月、父の寿夢が薨去すると、跡を継いで王となった。闔閭と夫概の父である。
諸樊13年（紀元前548年）秋、楚の属国である舒鳩が叛いたので、楚の令尹屈建は兵を率いて舒鳩を攻めた。諸樊は舒鳩の救援のため出陣したが楚軍に大敗し、舒鳩も滅亡した。同年12月、諸樊は楚の属国である巣に攻め込んだが、巣の牛臣に射殺された。
2019年2月、フランス通信社（AFP）が伝えたところによれば、中華人民共和国の河南省湯陰県にある羑河東周墓地1号墓で諸樊の剣が出土した。発見されたのは青銅製の剣で、全長42センチ、柄の長さは9センチ、鋳造で作成されており、未だ鋭さを残す切っ先が一部欠損している以外はほぼ完全な保存状態だった。
青銅剣は剣脊〔ママ〕が菱形の形状を持っており、中脊の両側に17と16文字、合計33文字の銘文が刻まれていた。銘文の内容は「工䱷大子姑發■（冒、原文は「聑」のしたに「冃」で、冒の古字の異体字）反、自乍（作）元用。才（在）■之歳已、用以隻（獲）、莫敢卸（禦）余。處江之陽、■（原文は「至」のしたに「于」で、「至于」の意味）南、至西行」と刻まれており、現代語に訳すと『工䱷（句呉）王長子の姑發冒反（諸樊の字と名）が自ら制作し、身に付けて使用した』という意味になる。また、2019年2月時点で現存する唯一の呉王諸樊の剣である。
ただし、この剣が発見された羑河東周墓地は諸樊が生きていた時代では中原地域に該当し、なぜ呉が所在した現在の江蘇省周辺から遠く離れた河南省で副葬品として発見されたのかは分かっていない。